# 이경정
이경정(李慶禎, 1570년 ~ ?년 11월 15일)은 조선 후기의 왕족 출신 무신, 군인으로 서자였다. 이괄의 난 당시 안주군에서 진압에 참여한 공로로 진무공신 3등에 책록되었다. 대한민국의 독립운동가이자 정치인 우남 이승만의 서 종10대조가 된다. 그의 딸 중 1명은 노봉 민정중의 첩이 되었다.
양녕대군의 아들 장평부정 이흔(長平副正 李訢)의 5대손이었으나 그는 서자였다. 이복 형 이경조의 10대손이 이승만이다. 1624년(인조 2년) 노강첨사(老江僉使) 재직 중 이괄의 난 발생 시, 안주성을 방비하는데 참여한 공로로 진무공신(振武功臣) 3등에 책록되고, 뒤에 전평군(全平君)에 봉해졌다. 1628년(인조 6년) 5월 토산현감(兎山縣監) 재직 중 관향곡(管餉穀)인 쌀과 콩으로 사 온 면포(布)를 잃어버려 황해도 암행어사(黃海道暗行御史)의 보고로 파면되었다. 이후 장오죄로 유배되었다가 풀려났고, 1637년(인조 15년)에는 병자호란 당시 강화도에서 남한산성으로 가서 도우라는 주장의 명을 거역하고 강원도와 황해도에 가서 민가를 약탈한 죄로 안주로 유배되었다.
1640년(인조 18년) 12월 서용의 명이 내려져 다시 전평군이 되고, 1646년(인조 24년) 중군을 역임했다. 본관은 전주이다.

## 생애

### 생애 초반
태종의 아들 양녕대군 제의 다섯째 서자 장평부정으로 사후 도정에 추증된 장평부정 이흔(長平副正 李訢)의 5대손으로, 대호군 이원약(李元約)의 서자로 태어났다. 고조부는 부림령 이순(富林令 李順), 증조부는 수주부령(樹州副令)으로 수주정(樹州正)에 추증된 이윤인(李允仁), 할아버지는 좌랑으로 증 참의에 추증된 이충당(李忠讜)이다. 어머니의 성명과 출신은 미상이다.
20년 연상의 이복 형 이경조(李慶祚)의 둘째 아들 이인후(李仁後)가 후일 독립운동가 겸 현대 정치인 이승만의 직계 10대조가 된다. 정실 소생의 아들인 이경조는 그보다 18년 연상이었고, 이경조의 아들로 적조카인 이인후는 그와 비슷한 연배였다. 무의공 이순신(李純信)과는 10촌간으로, 서 10촌 동생이 된다.
아버지 이원약은 그의 공로로 순충적덕보조공신(純忠積德補祚功臣)으로 증 병조판서에 추증되고 전풍군(全豊君)에 추증되었으며, 무민(武愍)의 시호를 받았다.
1623년(인조 1) 9월 장운명(張雲溟)의 처 김씨(金氏)가 올린 상언(上言)으로 의금부에 가서 조사받고 추국당하였다. 그 해 음력 윤 10월 이운(李蕓)·이괄(李葀) 등이 술좌석에서의 이현경(李顯慶)이 정온(鄭蘊)을 의사라고 칭한 것을 문제삼아 죽인 사건에 당시 증인으로 참여했었다는 이유로 장운명(張雲溟) 등과 함께 원지로 유배되었다.

### 관료 생활
1624년(인조 2년) 이괄의 난을 진압하는데 참여한 공로로 진무공신(振武功臣) 3등에 책록되었다. 1624년(인조 2년) 1월 노강 첨사(老江僉使)로 재직 중 본진의 군사를 이끌고 안주성에 합류하였다. 난이 진압된 뒤 공신에 책록되었다. 그해 첨지(僉知)가 되었다.
1625년(인조 3년) 10월 무과에 응시했는데 초시를 보지 않았는데도, 활쏘기를 하게 해줄 것을 청하였다. 이에 10월 10일 이식이 '전평군(全平君) 이경정(李慶禎)이 활쏘기를 하게 해 달라고 청한다고 합니다. 병조에 물어보니, 삭시사(朔試射) 때 그의 점수를 보면 지금 그를 활쏘는 대열에 참가시켜도 까닭 없이 초시(初試)를 면제해 주는 꼴이 되지는 않는다고 합니다.' 하니 인조가 허용하였다.
이후 토산 현감(兎山縣監)이 되고, 현감 재직 중 1628년(인조 6년) 5월 관향곡(管餉穀)인 쌀과 콩으로 사 온 면포(布)를 잃어버려 황해도 암행어사(黃海道暗行御史)가 이를 보고하였다. 그해 6월 암행어사의 장계를 받은 이조가 파면을 상주하자 인조는 나추(拿推)하게 했다. 바로 의금부에 체포되어 압송되었다. 그해 7월 17일에는 의금부에서 토산현의 장부를 보고 회계 공사(回啓公事)에서 미수미(未收米) 20석의 존재가 알려졌다.
1628년 장리로 몰려서 의금부의 비판을 받았지만 인조는 도리어 의금부에게 그의 잘못을 제대로 밝히지 못하고 세번이나 조서를 꾸몄다며 책망하였다. 그는 장오죄(贓汚罪)로 평안도 구성부(龜城府)에 유배되었다. 유배 중 공신 회맹제가 개최되어 소환되었다가, 사간원으로부터 논박당했다. 인조는 공신이라서 참석못할 이유가 없다 하였으나 사간원의 거듭된 탄핵으로 취소하였다. 8월 28일 충훈부에서 유배나 투옥된 공신 및 공신자제의 명단을 인조에게 올리자 인조는 김완, 문회, 윤공, 이경엄만 참석을 허락하고 그는 허락하지 않았다.
1628년(인조 6) 9월 26일 석방되어 가의대부로 승진, 전평군(全平君)에 봉해졌다. 그러나 그해 12월 7일 승진이 개정되어 다시 가선대부(嘉善大夫)로 한단계 낮추어 승진되었다.

### 병자호란 전후
이후 철산부사(鐵山府使)로 부임, 1631년(인조 9년) 6월 여진족의 침입에 대비하여 검산산성(劍山山城)을 지키게 하였다. 강화 중군(江華中軍)을 거쳐 1634년(인조 12년) 11월 16일 춘신사(春信使)에 제수되었으나 병조의 계와 승지 한필원의 반대로 취소되고 중군에 유임되었다. 1636년(인조 14년) 별장(別將)이 되었다.
1637년 병자호란 당시 인조가 강화도로 피신할 때 임금을 호위하였다. 그러나 강화도에 있을 때 주장(主將)의 명령을 받고 산성(山城)을 돕기 위해 군사를 거느리고 육지로 올라갔다. 그러나 군사를 이끌고 관동(關東)으로 돌아다니다가 해서(海西)의 산군(山郡)에 들어가 군사를 보내 민간의 재물과 가축을 약탈하다가, 사헌부의 탄핵을 받고 안주(安州)로 유배되었다.
1640년(인조 18년) 12월 2일 서용의 명이 내려졌으며, 12월 11일 다시 전평군이 되었다. 1646년(인조 24년) 중군(中軍)으로 공신 회맹제에 참여하였다. 저자미상인 1850년대 작 《국조첩록》에 의하면 그의 최종 관직은 원수(元帥)와 별장(別將)이었고, 저자미상의 1830년대 작 《담술 (郯述)》에 의하면 최종 관직은 자헌(資憲)에 이르렀다 한다.

### 사후
묘소는 경기도 의정부시 신곡2동 추동부락(楸洞)에 있다. 사후 증 판돈녕(贈判敦寧)에 추증되었다.

## 가족 관계
- 조부 : 이충당(李忠讜)
- 조모 : 익산이씨(李忠讜 妻 益山李氏), 현감 이욱(李昱)의 딸
- 아버지 : 이원약(李元約, 1516년 10월 20일 ~ 1590년 4월 2일)
- 어머니(적모) : 밀양박씨(密陽朴氏, 1539년 9월 16일 ~ 1616년 1월 14일), 사과 박일(朴逸)의 딸, 아버지 이원약의 정실부인
  - 이복 적형 : 이경조(李慶祚)
  - 이복 적형 : 이경우(李慶祐)
  - 이복 적형 : 이경복(李慶福)
  - 이복 누나 : 전주이씨(全州李氏)
  - 이복 매형 : 정운서(鄭雲瑞)
  - 이복 누나 : 전주이씨(全州李氏)
  - 이복 매형 : 목재흠(睦在欽)
  - 이복 누나 : 전주이씨(全州李氏)
  - 이복 매형 : 오방준(吳邦俊)
- 어머니(생모) : 이름 미상, 아버지 이원약의 첩
  - 친형 : 이경유(李慶裕)
- 부인 : 흥해배씨(興海裵氏), 직장 배침(裵琛)의 딸
- 부인 : 단양우씨(丹陽禹氏), 우효민(禹孝敏)의 딸
  - 아들 : 이호남(李豪男, 1589년 ~ ?)
  - 며느리 : 나주박씨(羅州朴氏), 증 이조판서 박호(朴濠)의 딸
    - 손자 : 이대령(李大齡)
    - 손자 : 이구령(李耉齡)

  - 딸 : 전주이씨(全州李氏, ? ~ 1680년), 민정중의 첩
  - 사위 : 민정중(閔鼎重, 1628년 ~ 1692년 6월 25일), 좌의정, 감사 증 영의정 민광훈의 아들
    - 외손녀 : 여흥민씨(1663년 8월 11일, ~ 1680년 9월 17일)
    - 외손녀사위 : 이훤(李煊), 경주인

  - 딸 : 전주이씨(全州李氏)
  - 사위 : 박승훈(朴承勳)
  - 딸 : 전주이씨(全州李氏)
  - 사위 : 홍여범(洪汝範)
  - 딸 : 전주이씨(全州李氏)
  - 사위 : 김철(金哲)

## 기타
민정중의 첩 전주이씨는 양녕대군의 아들 장평도정의 5대손 이원약의 서자인 이경정의 딸이다. 이경정은 공신이었지만 서자였고, 공신이 되었는데도 허통이 되지 않았다. 민정중은 자신의 첩 전주이씨가 낳은 서녀가 아이를 낳다 죽자, 직접 묘비문을 직접 짓기도 했다. 이는 민정중의 문집 노봉문집의 제9권 묘표(墓表)편에 이훤 아내의 묘표(李煊妻墓表)에 수록되어 있다.
이훤 아내의 묘표(李煊妻墓表)

유인(孺人) 민씨(閔氏)는 의정부 좌의정(議政府左議政) 정중(鼎重)의 딸이다. 어머니는 이씨(李氏)로, 숭정(崇禎) 계묘년(1663, 현종4) 8월 11일에 민씨를 낳았다. 말을 할 줄 알면서부터 어른들이 볼 때마다 그 현명하고 정숙함을 칭찬하였다. 점차 자라면서 계부(季父) 영돈녕부사공(領敦寧府事公) 유중(維重)이 아이에게 지식이 있음을 기뻐하며 더욱 장려하고 사랑하였다.

나이 17세에 경주(慶州) 이훤(李煊)에게 시집을 갔다. 시부모가 몹시 아끼며 항상 말하기를 “이 며느리가 나를 잘 섬기니, 익힌 예법이 법도에 맞구나.”라고 하였고, 적고(嫡姑)의 상을 당해 또 슬픔과 공경을 모두 극진히 하는 것에 감탄하였다. 경신년(1680, 숙종6) 여름에 이 아비가 유배지에서 기용돼 재상에 임명되어 근친(覲親)하기 위해 서울로 들어왔는데, 산후병으로 인해 9월 17일 마침내 세상을 떠났으니, 아아, 슬프도다. 신유년(1681, 숙종7) 정월 7일에 이씨 집안 선산의 왼쪽 오좌(午坐 정북향)의 언덕에 옮겨 장사 지냈으니, 바로 흥원(興原)의 강북쪽 영취산(靈鷲山) 아래 행재동(行齋洞)이다. 큰오라비인 진장(鎭長)이 가서 그 일을 맡았다.

우리 민씨는 본관이 여흥(驪興)이다. 고려(高麗)의 평장사(平章事) 휘(諱) 영모(令謨)와 대제학(大提學) 휘 유(愉)는 바로 먼 조상이다. 증조는 경주 부윤(慶州府尹)을 지내고 영의정(領議政)에 추증된 휘 기(機)이고, 할아버지는 강원도 관찰사(江原道觀察使)를 지내고 영의정에 추증된 휘 광훈(光勳)이다. 그 어미는 본래 선원(璿源 조선 왕조)의 계파에서 나왔으니, 전평군(全平君) 이경정(李慶禎)이 바로 아버지이다. 이훤의 조상은 신라(新羅)의 좌명대신(佐命大臣) 알평(謁平)에서 나왔다. 아버지는 이인보(李仁寶)로 사옹원 참봉(司饔院參奉)을 지냈다. 할아버지는 휘 이직(李溭)으로 동지중추부사(同知中樞府事)를 지냈고, 모관(某官)에 추증되었다. 증조는 휘 이유일(李惟一)로 모관에 추증되었다.

아아, 내가 이 딸을 곡한 지 채 수십 일도 되지 않아 그 소생인 아들 또한 죽어, 뒤따라 묘 옆에 묻었다. 또 그 동기간 6명 모두 앞뒤로 요절한 지 4년도 되지 않았는데 그 어미 역시 슬픔에 몸이 상하여 연달아 세상을 떠나고 말았다. 생각건대 이 한 줌의 무덤을 누가 다시 기억하겠는가. 옛 예법에 따라 하나의 작은 비석을 세워 이와 같이 그 세계(世系)를 간략하게 기록하였다. 아아, 애통하도다. 그 아비가 눈물을 흘리며 적다.

李煊妻墓表

孺人閔氏。議政府左議政鼎重之女也。其母曰李。以崇禎癸卯八月十一日生。自能言。長老見之。輒稱其明淑。稍長。季父領敦寧府事公維重喜其有知識。奬愛有加。年十七。歸于慶州李煊。舅姑甚愛之。常曰。是善事我。習禮中度。及遭其嫡姑喪。又歎其哀敬兩盡。庚申夏。其父起謫拜相。爲覲入京。因產感疾。九月十七日。竟不起。嗚呼痛哉。辛酉正月初七日。歸祔于李氏先壟之左負午之原。卽興原江北靈鷲山下行齋洞也。其嫡兄鎭長往莅其事。我閔系出驪興。高麗平a129_220d章事諱令謨，大提學諱愉。乃其遠祖也。曾祖慶州府尹贈領議政諱機。祖江原道觀察使贈領議政諱光勳。其母本自璿派。全平君慶禎是爲考。煊之先。出自新羅佐命大臣謁平。父仁寶。司饔院參奉。祖諱溭。同知中樞府事。贈某官。曾祖諱惟一。贈某官。嗚呼。余哭此女未數旬。其所生男亦不育。追瘞之墓側。而又其同胞六人。皆先後夭死。不四年。而其母亦傷毀繼逝。惟茲一抔之託。誰復識之。用遵古禮。立一小石。略記其世系如斯。嗚呼痛哉。其父泣書。

여기서 '적고(嫡姑)의 상을 당해 또 슬픔과 공경을 모두 극진히 하는 것에 감탄하였다.(及遭其嫡姑喪。又歎其哀敬兩盡)', '이씨 집안 선산의 왼쪽 오좌(午坐 정북향)의 언덕에 옮겨 장사 지냈으니, 바로 흥원(興原)의 강북쪽 영취산(靈鷲山) 아래 행재동(行齋洞)이다. 적형(정실 큰오라비)인 진장(鎭長)이 가서 그 일을 맡았다.(歸祔于李氏先壟之左負午之原。卽興原江北靈鷲山下行齋洞也。其嫡兄鎭長往莅其事)'라고 하여 서출임을 언급하였다. 그러나 민정중은 민정중의 딸(議政府左議政鼎重之女也), 이 아비, 그 아비라 칭하였다. '이 아비가 유배지에서 기용돼 재상에 임명되어 근친(覲親)하기 위해 서울로 들어왔는데, 산후병으로 인해 9월 17일 마침내 세상을 떠났으니, 아아, 슬프도다.(其父起謫拜相。爲覲入京。因產感疾。九月十七日。竟不起。嗚呼痛哉。辛酉正月初七日)'
'아아, 내가 이 딸을 곡한 지 채 수십 일도 되지 않아 그 소생인 아들 또한 죽어, 뒤따라 묘 옆에 묻었다. 또 그 동기간 6명 모두 앞뒤로 요절한 지 4년도 되지 않았는데 그 어미 역시 슬픔에 몸이 상하여 연달아 세상을 떠나고 말았다. 생각건대 이 한 줌의 무덤을 누가 다시 기억하겠는가. 옛 예법에 따라 하나의 작은 비석을 세워 이와 같이 그 세계(世系)를 간략하게 기록하였다. 아아, 애통하도다. 그 아비가 눈물을 흘리며 적었다.(嗚呼。余哭此女未數旬。其所生男亦不育。追瘞之墓側。而又其同胞六人。皆先後夭死。不四年。而其母亦傷毀繼逝。惟茲一抔之託。誰復識之。用遵古禮。立一小石。略記其世系如斯。嗚呼痛哉。其父泣書。)'라고 하였다.
송시열의 문인이었던 민정중은 천하동례(天下同禮)라는 송시열의 가르침 대로, 자신의 서녀에게도 스스로 아버지라 칭하고, 이 아비, 그 아비, 자신의 딸이라 칭하였다.

## 같이 보기
- 이괄의 난
- 병자호란
- 정묘호란
- 이순신
- 이괄
- 김류
- 이귀
- 이승만
- 양녕대군
- 민정중
- 민광훈

## 참고 문헌
- 인조실록
- 승정원일기
- 만운집